# The Slumdon Bridge
The Slumdon Bridge ist eine Kollabo-EP des britischen Sängers Ed Sheeran und des US-amerikanischen Rappers Yelawolf. Sie erschien am 14. Februar 2012 zum kostenlosen Download im Vereinigten Königreich und wurde etwa zwei Monate später über das Label Warner zum kostenpflichtigen Download in den Vereinigten Staaten veröffentlicht.

## Namensgebung
Der Titel Slumdon Bridge setzt sich aus den Worten Slum und London Bridge zusammen. Slum steht dabei für die Herkunft Yelawolfs aus ärmlichen Verhältnissen im Süden der USA und die London Bridge als Wahrzeichen Londons für Ed Sheerans Herkunftsland Großbritannien.

## Inhalt
Die Lieder des Albums sind überwiegend nachdenklich. So handelt der Song London Bridge von Depression, Alkoholabhängigkeit und innerer Zerrissenheit. In You Don’t Know (For Fuck’s Sake) und Faces beziehen sich beide auf die Änderungen in ihrem Leben, nachdem sie berühmt wurden und welche Schattenseiten dies mit sich bringt. So haben sie quasi ihr Familienleben gegen die Fans eingetauscht.

## Produktion
Die EP wurde von dem britischen Produzenten Jake Gosling in Zusammenarbeit mit Yelawolf und Ed Sheeran produziert.

## Covergestaltung
Das Albumcover ist eine Bleistift-Zeichnung auf weißem Hintergrund. Es zeigt einen Hirsch, der auf einer Brücke steht, an deren Geländer sich ein Schild mit der Aufschrift Slumdon Bridge befindet. Am Ufer im Hintergrund sind Gebäude zu sehen. Im oberen Teil des Bildes befinden sich die Künstlernamen Ed Sheeran & Yelawolf in Schwarz.

## Titelliste
| # | Titel                            | Länge |
| - | -------------------------------- | ----- |
| 1 | London Bridge                    | 4:54  |
| 2 | You Don’t Know (For Fuck’s Sake) | 3:33  |
| 3 | Faces                            | 3:17  |
| 4 | Tone (Outro)                     | 2:16  |

## Single
Am 24. Januar 2012 wurde das Lied You Don’t Know (For Fuck’s Sake) als Single zum kostenlosen Download im Internet veröffentlicht.